# Paul de Rousiers
Pour les articles homonymes, voir Rousiers (homonymie).
Paul de Rousiers, né à Rochechouart (Haute-Vienne) le 16 janvier 1857 et mort à Paris le 28 mars 1934, est un économiste français.

## Biographie
Il participe au mouvement d'idées dit de la "Science sociale" inspiré par l'abbé sociologue Henri de Tourville.
Spécialiste de géographie économique, il visite les États-Unis en 1890 et publie en 1892 un important volume sur la vie américaine.
En 1898, professeur à HEC Paris, il étudie le syndicalisme, les fusions d'entreprises et le système des trust et, en 1904, écrit la préface à la traduction française d'un livre de Theodore Roosevelt, président des États-Unis de 1901 à 1909.
Il enseigne à l'École libre des sciences politiques, où il est recruté par Eugène d'Eichthal.
En 1904, il prend la direction de la Société internationale de science sociale (SISS), fondée après la mort de l'abbé Henri de Tourville afin de transmettre sa pensée et de permettre à l'école de la Science sociale de se développer.
En 1927, il est chargé du matériel préparatoire de la Conférence économique de la Société des Nations.

## Publications
- La Vie américaine, Firmin-Didot, Paris 1892 (Lire en ligne), prix Marcelin Guérin de l’Académie française.
- American Life, Firmin-Didot, Paris 1892 (Lire en ligne).
- Le Trade unionisme en Angleterre, Colin, Paris 1896.
- The Labour Question in Britain, Macmillan and Co, London-New York 1896 (Lire en ligne).
- Les Industries monopolisées trusts aux États-Unis, Colin, Paris 1898.
- Les Syndicats industriels de producteurs en France et à l'étranger. Trusts-Cartells-Comtoirs, Colin, Paris 1901.
- Les Syndicats industriels de producteurs en France et à l'Étranger. Trusts-Cartells-Comptoirs-Ententes internationales, Colin, Paris 1912 (Lire en ligne).
- Les Grandes Industries modernes, Colin, Paris 1924–1928.
- Les Cartels et les Trusts et leur évolution. Préparé pour le Comité préparatoire de la Conférence économique internationale, Publications de la Société des Nations, Genève 1927.
- Une famille de hobereaux pendant six siècles, Firmin-Didot et Cie, 1934